# Doleschallia browni
Doleschallia browni is een vlinder uit de familie Nymphalidae. De wetenschappelijke naam van de soort is voor het eerst geldig gepubliceerd in 1877 door Osbert Salvin & Frederick DuCane Godman.